# Parcul Național Alexander von Humboldt
Parcul Național Alexander von Humboldt (în spaniolă: Parque Nacional Alejandro de Humboldt) este situat în partea de est a Cubei, în provinciile Holguín și Guantánamo. A fost denumit astfel în cinstea cercetătorului german Alexander von Humboldt, care a fost pe insulă în anii 1800 și 1801.
În anul 2001 parcul a fost declarat patrimoniu mondial UNESCO. Caracteristic parcului este marea diversitate a reliefului, florei și faunei. Astfel, pe o suprafață de 71.140 ha. există vârfuri ca "El Toldo" (1.168 m) cu diverse ecosisteme, crânguri de mangrove, ca și un mare număr de păsări pe recifele de corali și bancuri de nisip. Plecând de la centrul turistic Bahía de Taco (20°30′24″N 74°40′19″V / 20.50667°N 74.67194°V) de lângă șoseaua ce leagă Moa cu Baracoa, parcul poate fi vizitat cu barca cu vâsle, străbătând pădurile de mangrove.